# Henry Cort
Henry Cort (1740 - 1800) fue un empresario e inventor metalúrgico inglés. Durante la Revolución Industrial en Inglaterra, Cort comenzó a refinar hierro y convertirlo de arrabios en hierro forjado (o hierro en lingotes) usando innovadores sistemas de producción. En 1783 patentó el proceso de pudelación o pudelado para refinar el hierro. 

## Primeros años
Hijo de un albañil, Cort nació en Lancaster (Reino Unido) en 1740. De joven, trabajó como agente a sueldo de la Royal Navy en Londres, donde desarrolló su interés por la deficiente calidad del hierro inglés en comparación con el realizado en el extranjero, lo que le condujo a sus invenciones que tanto incrementaron la calidad y cantidad de la producción de hierro. 
Se casó en 1768 con Elizabeth Heysham conectando así con la familia Attwick de Gosport, y con el tío de Elizabeth, William Attwick. Cort se unió a los Attwick en el negocio familiar de forja de hierro, viviendo y trabajando en Gosport. Abandonó su trabajo como agente en 1775. 

## Comercio, innovación, y ruina compleja forma de hacer negocio
Con el incremento en la demanda de artículos de hierro para la Royal Navy, la empresa metalúrgica establecida en Gosport florecía. En 1779, un contrato para suministrar aros para barriles a la oficina de avituallamiento de la Armada puso a prueba su capacidad de producción. Para poder responder a este pedido, Cort estableció una nueva herrería en Fontley, Hampshire. Era un taller de laminación, y aquí desarrolló sus ideas, que condujeron a la patente de 1783 para el proceso de laminado de piezas a partir de un molde existente en el propio rodillo, y a la patente de 1784 para su horno de pudelado, que permitía obtener un hierro de mejor calidad y la fabricación de formas estandarizadas en caliente evitando el trabajo artesanal del herrero con el martillo.
Su trabajo partió de las ideas previas de los hermanos Cranege y su horno de reverbero (donde el calor se aplica desde arriba, en vez del alto horno con aire impulsado desde abajo) y el proceso de pudelación o pudelado descrito por Peter Onions donde el hierro se remueve en caliente para separar las impurezas y extraer un hierro forjado de mayor calidad. El pudelador extraía bolas pastosas de hierro caliente usando una larga barra. La bola de metal extraída era luego procesada en un yunque con el martillo, después de lo cual era laminada en un laminador.
Su socio en la herrería de Fontley era Samuel Jellicoe, hijo de Adam Jellicoe, que tenía importantes conexiones con la Armada, y bisabuelo del héroe de la batalla de Jutlandia, el almirante John Jellicoe (1859-1935)), que sería nombrado conde de Jellicoe. Al final, la asociación de ambos acabaría mal, pero en sus inicios el joven Jellicoe financió las experiencias de Cort con grandes sumas de dinero y un embarcadero que compró en Gosport. La muerte de Adam Jelllicoe en 1789 reveló la práctica bancarrota del difunto, y así las deudas de Cort a la familia Jellicoe fueron demandadas para pagar la propiedad. Estas incluían las patentes que más tarde serían tomadas por el Gobierno. El más joven de los Jellicoe obtuvo así el control en solitario de la herrería y el embarcadero aunque (como socio de Cort) también tenía que pagar las deudas de su padre, principalmente a la Armada.
El proceso ideado por Cort no era adecuado para el arrabio fundido con coque y se hicieron varias mejoras que no infringían las patentes. Aunque Cort salió pronto de la bancarrota, su carrera estaba arruinada.
Cort se casó dos veces. Un breve matrimonio con Elizabeth Brown fue seguido de su boda en 1768 con  Elizabeth Heysham, con la que formó una gran familia. Sin embargo, sus aventuras empresariales no le trajeron bienestar, incluso a pesar de que un gran número de los hornos de pudelado que él desarrolló se usaron al final (se estiman en unos 8200 hornos hacia 1820) y que usaban una versión modificada del proceso que él ingenió. Se le concedió más tarde una pensión del gobierno pero murió arruinado, y fue enterrado en la parroquia de Hampstead en Londres.
Su hijo, Richard Cort, fue cajero de la British Iron Company durante un breve periodo en 1825-26 y posteriormente escribió varios panfletos que criticaban duramente la gestión de la compañía, en los que también atacaba a algunas de las primeras compañías de ferrocarril.